# Стрільба з лука на літніх Олімпійських іграх 2012 — командна першість (жінки)
Змагання зі стрільби з лука у командній першості серед жінок на літніх Олімпійських іграх 2012 року проходили 29 липня на території лондонського стадіону Lord’s Cricket Ground. У змаганнях взяли участь 36 спортсменок з 12 країн.

## Медалісти
| Золото                                                  | Срібло                                 | Бронза                                             |
| Південна Корея (KOR) Лі Сон Джін Кі Бо Бе Чхве Хьон Джу | Китай (CHN) Фан Юйтін Чен Мін Сюй Цзін | Японія (JPN) Каванака Каорі Хаякава Рен Каніе Мікі |